# Liste der Naturdenkmale in Üdersdorf
Die Liste der Naturdenkmale in Üdersdorf nennt die im Gemeindegebiet von Üdersdorf ausgewiesenen Naturdenkmale (Stand 4. Juni 2024).

## Naturdenkmale
| Nr.         | Bezeichnung                                   | Lage                                                                     | Beschreibung                                                                                                   | Bild                                    |
| ----------- | --------------------------------------------- | ------------------------------------------------------------------------ | --- | --------------------------------------- |
| ND-7233-003 | Napoleonsgarten                               | Üdersdorf, südwestlich des Ortes; Abteilung Küpscheid Lage               | Bestand von Fagus sylvatica, Quercus sp. und Picea abies, 1811 gepflanzt; flächenhaftes Naturdenkmal, ca. 2 ha | Fotos hochladen                         |
| ND-7233-021 | Zerteilter Basaltlavastrom auf dem Emmelberg  | Üdersdorf, südlich des Ortes; Abteilungen Eichheld und Im Weberloch Lage | flächenhaftes Naturdenkmal, ca. 0,4 ha in zwei Teilflächen                                                     | Direkt Bild zu diesem Denkmal hochladen |
| ND-7233-022 | Basaltlava- und Tufffelsen auf dem Tellerberg | Üdersdorf, südöstlich des Ortes; Abteilung Tellerley Lage                | auch Tellerley; flächenhaftes Naturdenkmal, ca. 0,1 ha                                                         | Direkt Bild zu diesem Denkmal hochladen |
| ND-7233-023 | Drees am Dreesberg                            | Üdersdorf, nordöstlich vdes Ortes; Abteilung Dreisberg Lage              | gefasste Mineralquelle                                                                                         | Fotos hochladen                         |
| ND-7233-065 | Klosterkammer                                 | südöstlich des Ortes; Flur Auf dem Teller Lage                           | Basaltlavastrom; flächenhaftes Naturdenkmal, ca. 0,1 ha                                                        | Direkt Bild zu diesem Denkmal hochladen |
| ND-7233-066 | Löhlei mit Knöppchen                          | Üdersdorf, nördlich des Ortes; Abteilung Die Loeh Lage                   | Basaltfelsen; flächenhaftes Naturdenkmal, ca. 5 ha                                                             | Direkt Bild zu diesem Denkmal hochladen |